# 정자 미
정자 미(鄭子 亹, ? ~ 기원전 694년, 재위 기원전 694년)는 중국 춘추 시대 정나라의 제7대 임금으로, 휘는 미(亹)이며, 시호는 없다. 정 장공의 아들이며 정 소공, 정 여공의 아우고, 정자 의의 형이다.

## 생애
기원전 695년, 정 소공을 시해한 고거미에게 옹립되어 정나라 임금이 되었다.채중과 고거미는 다시 정 여공을 들이지 않고, 공자 미를 정나라 임금으로 세웠다.
기원전 694년, 제 양공이 위나라 수지 땅에 주둔하자 고거미를 보좌로 데리고 양공과 회합했다. 제 양공과 정자 미가 둘 다 공자일 때 서로 싸웠으므로, 채중은 정자 미에게 수지에 가지 말기를 청했으나, 정자미는 강한 제나라가 제후를 거느리고 국외로 추방당한 정 여공과 함께 자신을 칠 것을 두려워해 끝내 갔다. 자미가 사과하지 않자, 제 양공은 분노하여 숨겨둔 병사로 자미를 죽였다. 7월 무술일에 죽임을 당했다.